# Petrocosmea rosettifolia
Petrocosmea rosettifolia ist eine Pflanzenart aus der Gattung Petrocosmea in der Familie der Gesneriengewächse (Gesneriaceae). Sie ist ein Endemit im südlichen China.

## Beschreibung

### Vegetative Merkmale
Petrocosmea rosettifolia ist eine ausdauernde krautige Pflanze.
Die in dichten Rosetten angeordneten Laubblätter sind in Blattstiel und -spreite gegliedert. Die fein behaarten Blattstiele sind bis zu 4 Zentimeter lang. Die  wenig behaarte Blattspreite ist bei einer Länge von 0,5 bis 4 Zentimetern sowie einer Breite von 0,4 bis 3 Zentimetern breit-eiförmig oder breit-elliptisch bis kreisförmig mit einer runden bis breit-zugespitzten Spreitenbasis. Der Blattrand ist glatt oder zum stumpfem bis breit-zugespitztem oberen Ende hin gekerbt. Die Queraderung ist unauffällig.

### Generative Merkmale
Die Blüten stehen einzeln an bis zu 6 Zentimeter langen, behaarten Blütenstielen. Die Tragblätter sind bei einer Länge von 1 bis 3 Millimetern länglich-lanzettlich bis stark zugespitzt.
Die zwittrige Blüte besitzt eine doppelte Blütenhülle. Der Blütenkelch ist fünfzählig und radiärsymmetrisch, die Kelchblätter sind etwa 5 Millimeter lang und auf der Außenseite dicht behaart.
Die Krone ist außen spärlich behaart und zweilippig mit einer etwa 5 Millimeter langen, deutlich zweigeteilten, der Achse zugewandten, und einer dreiteiligen, 7 bis 8 Millimeter langen der Achse abgewandten Lippe. Die zwei Staubblätter bestehen aus einem 1 Millimeter langen kahlen Staubfaden und etwa 2 Millimeter langen Staubbeuteln. Daneben sind drei Staminodien vorhanden. Der Griffel ist etwa 1,2 Zentimeter lang. Der leicht behaarte Fruchtknoten misst etwa 5 Millimeter im Durchmesser.
Die Frucht ist eine etwa 1 Zentimeter lange Kapselfrucht. Blüte- und Fruchtzeit liegen im Oktober.

## Vorkommen
Petrocosmea rosettifolia kommt nur im Kreis Jingdong in der südwestlichen chinesischen Provinz Yunnan vor. Sie gedeiht in hügeligem Gelände in felsigen Standorten.

## Taxonomie
Die Erstbeschreibung von Petrocosmea rosettifolia erfolgte 1983 durch Hsi Wen Li in Bulletin of Botanical Research, Harbin, Band 3 Teil 2, Seite 19. Li übernahm den Namen von Cheng Yih Wu.

## Nutzung
Als Zierpflanze sind Varianten mit deutlich größerer und anders geformter Blütenkrone erhältlich.